# 沃利亚农村居民点
沃利亚农村居民点（俄语：Воленское сельское поселение）是俄罗斯联邦沃罗涅日州新乌斯曼区所属的一个农村居民点。其下辖有2个居民点，行政中心为沃利亚。据2016年统计，该农村居民点的人口为8086人。